# Одеса-Головна
Оде́са-Головна́ — тупикова пасажирська позакласна залізнична станція, головна станція Одеської залізниці. Розташована на тупиковій гілці від станції Одеса-Застава I (9 км). Розташована у місті Одеса.

## Історія
Станція відкрита 1865 року. Вокзал станції Одеса-Головна, збудований 1880 року, є пам'яткою архітектури місцевого значення.
15 січня 1863 року було ухвалено рішення про будівництво за державні кошти та затверджено статут Одесько-Балтської залізниці, яка б сполучила портове місто на Чорному морі з центральними районами України. Паралельно з початком будівництва колійних споруд у районі Кінної площі було розпочато будівництво вокзалу, локомотивного сараю та майстерень. Для управління роботами був направлений барон Унгерн-Штернберг, а загальне керівництво доручено губернаторові краю — генерал-ад'ютанту Паулю Деметріусу Коцебі. Історично так склалося, що головною станцією Одеси спочатку була станція Одеса-Товарна. Пасажирські поїзди прибували саме на цю станцію.
4 травня 1863 року відбулася урочиста закладка Одесько-Парканської залізниці, потім почалося будівництво лінії від Роздільної до Балти. У грудні 1864 року надійшов наказ про продовження будівництва Одесько-Балтської лінії через Кременчук до Харкова.
Оскільки всі поїзди прибували на станцію Одеса-Товарна, то до центра міста був організований «трансфер» — спеціальний поїзд до невеликого павільйону на Куликовому полі. Аналогічний пасажирський павільйон працював у порту, біля Бульварних сходів — саме звідти 3 листопада 1865 року вирушив перший поїзд з Одеси до Паркан (село та пристань на Дністрі поруч з Тирасполем).
У 1867 році відкрита лінія, яка прокладена через Пересип до соляного промислу Новосельського, а у 1872 році, за пропозицією директора РОПіТа адмірала А. М. Чіхарева, прокладена відгалужена лінія до міських купалень на Куяльницькому лимані.
Залізничного вокзалу на той час ще не було, і пасажирів з міста доставляли до станції Товарна спеціальним поїздом. Оскільки старий вокзал вже не відповідав потребам міста і знаходився у незручному для пасажирів місці, з дозволу імператора Олександра II було ухвалено рішення про будівництво нового вокзального комплексу. Лише влітку 1880 року Товариство Південно-Західних залізниць заклало будівлю залізничного вокзалу. Вокзал був відкритий у 1883 році. Проєкт будівлі здійснив петербурзький зодчий Віктор Шретер, а будівництво відбувалося під керівництвом архітектора Олександра Бернардацці, який з 1856 по 1858 рік виконував обов'язки міського архітектора.
Раніше вокзал розташовувався на старій межі Порто-франко і закінчував перспективною Італійською вулицею (з 25 червня 1880 по 26 липня 2024 роки — вулиця Пушкінська). Будівля була споруджена в неокласичному стилі з популярними на той час ренесансно-бароковими елементами, за «тупиковою» схемою розташування. Від Італійської вулиці були входи для пасажирів 1-го та 2-го класів, а 3-й клас мав вхід з боку Старосінної площі. На площу виходили три арки головного фасаду в обрамленні колон.
У 1944 році, в ході Другої світової війни, будівля вокзалу була підірвана в останні дні окупації Одеси. Згодом було ухвалено рішення про відбудову нового вокзалу на місці зруйнованого.

Вокзал станції Одеса-Головна
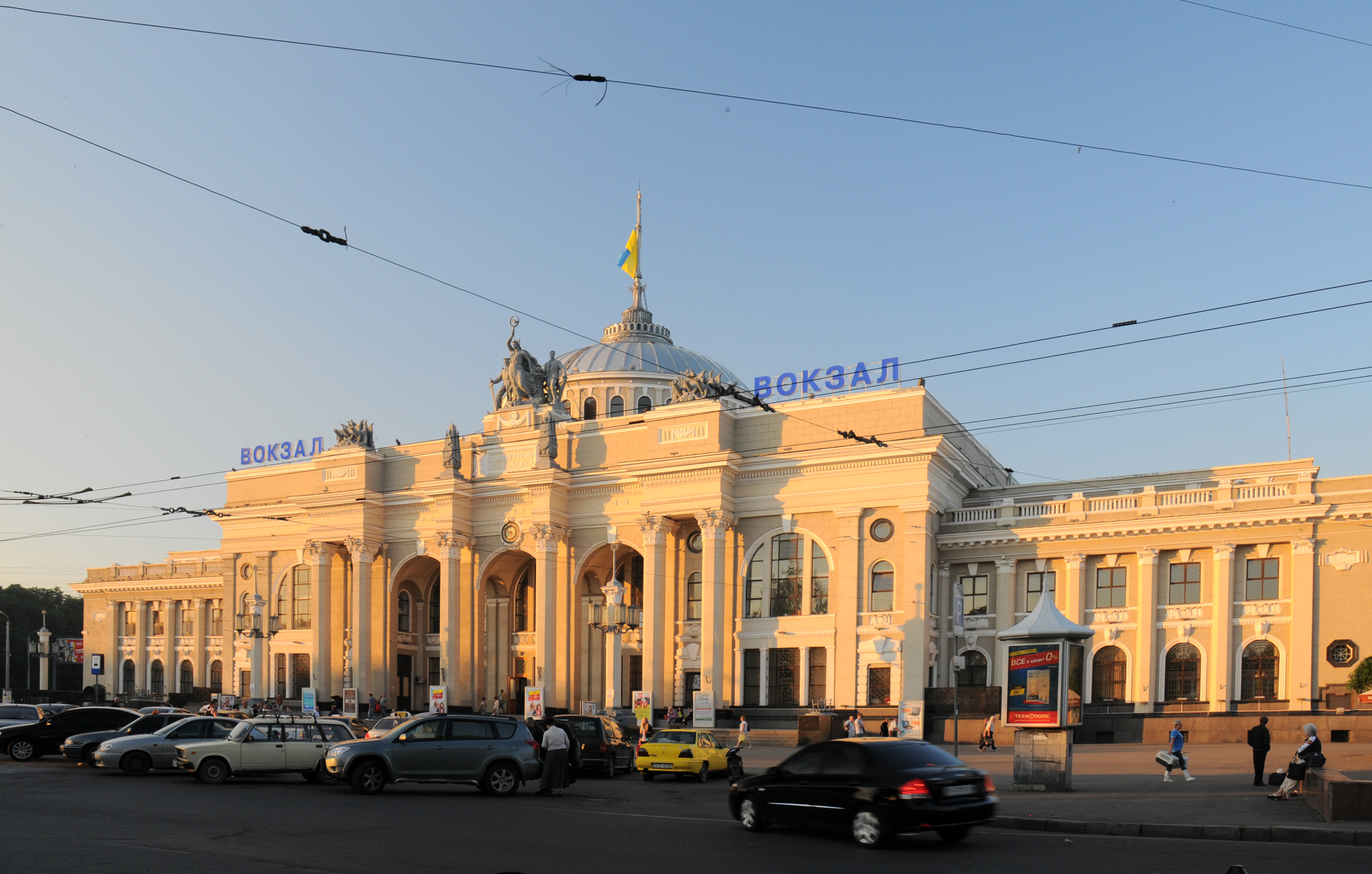
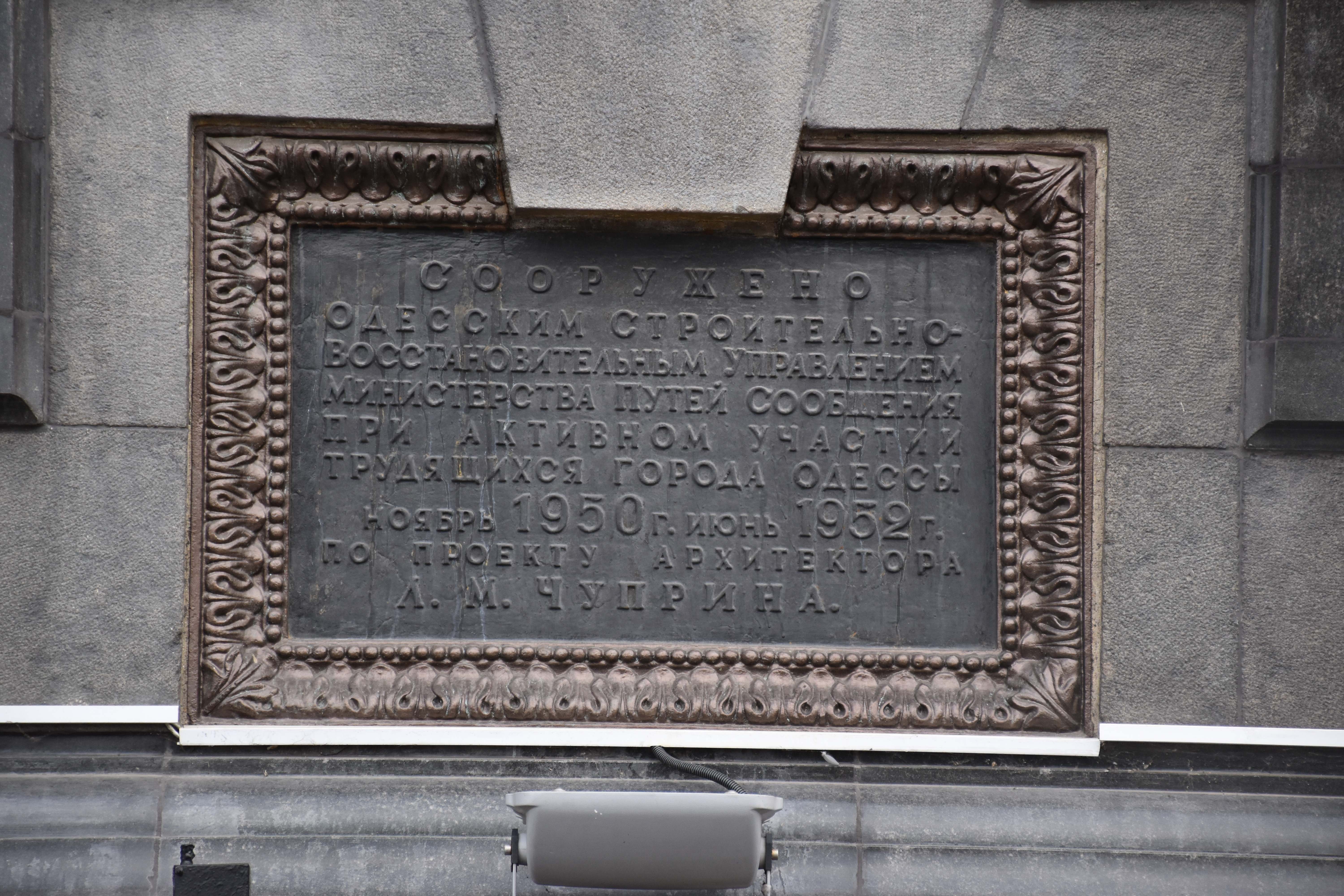
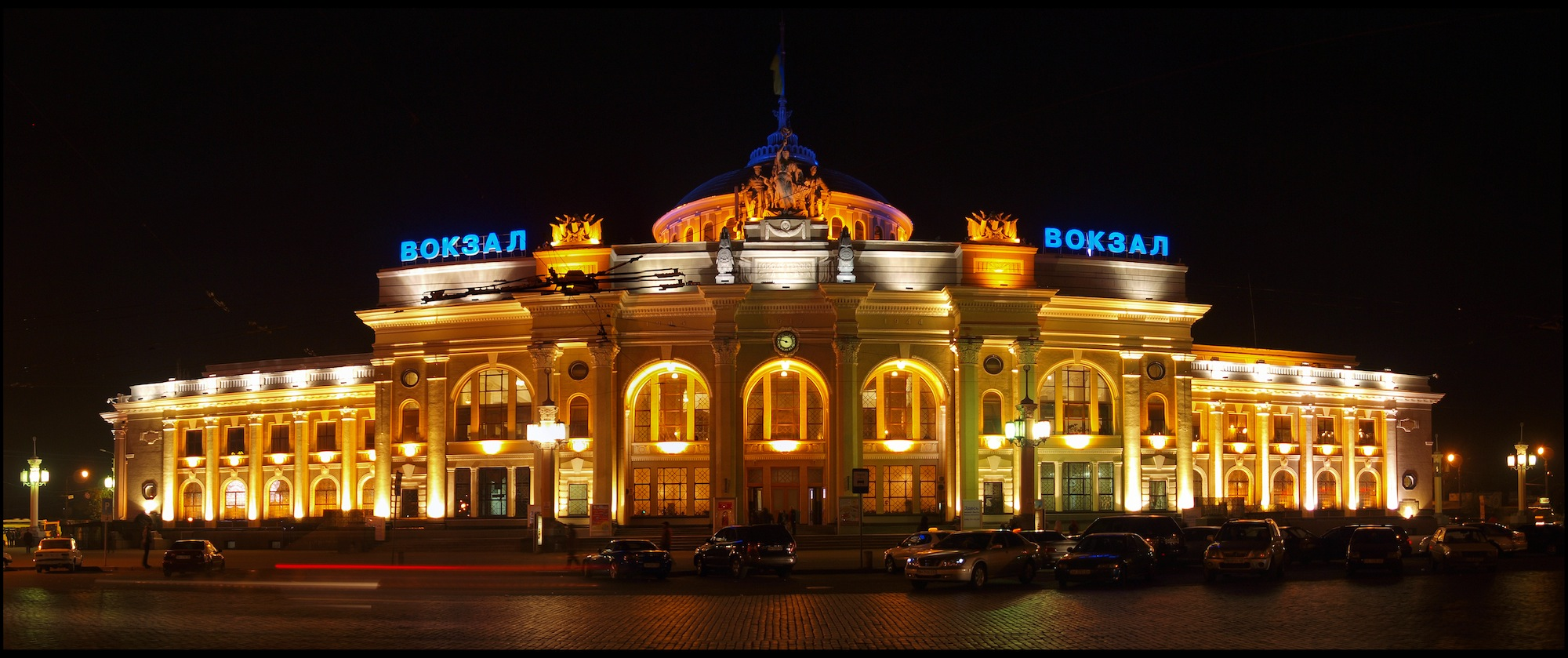
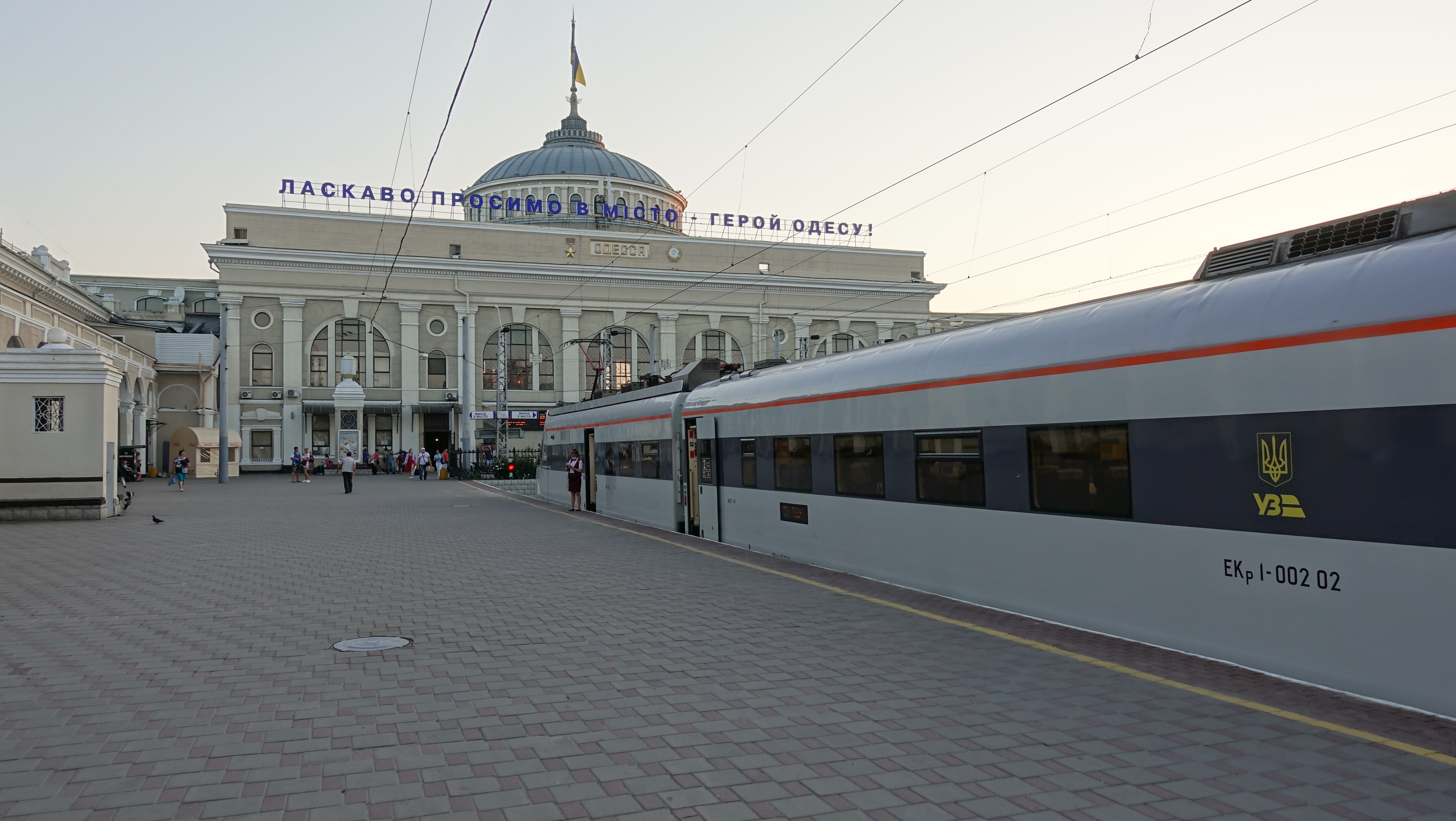

Новий вокзал був побудований в короткі терміни — з листопада 1950 по липень 1952 року за проєктом архітектора Леоніда Чуприна. 12 липня 1952 року вокзал введений в експлуатацію. Нова будівля повторює в цілому старий вокзал. У 1963—1973 роках господарство вокзалу переведене на електричну тягу. У 1983 році проведена централізація стрілок у технічному парку.
У 1972 році станція електрифікована змінним струмом (~25кВ).

## Вокзал

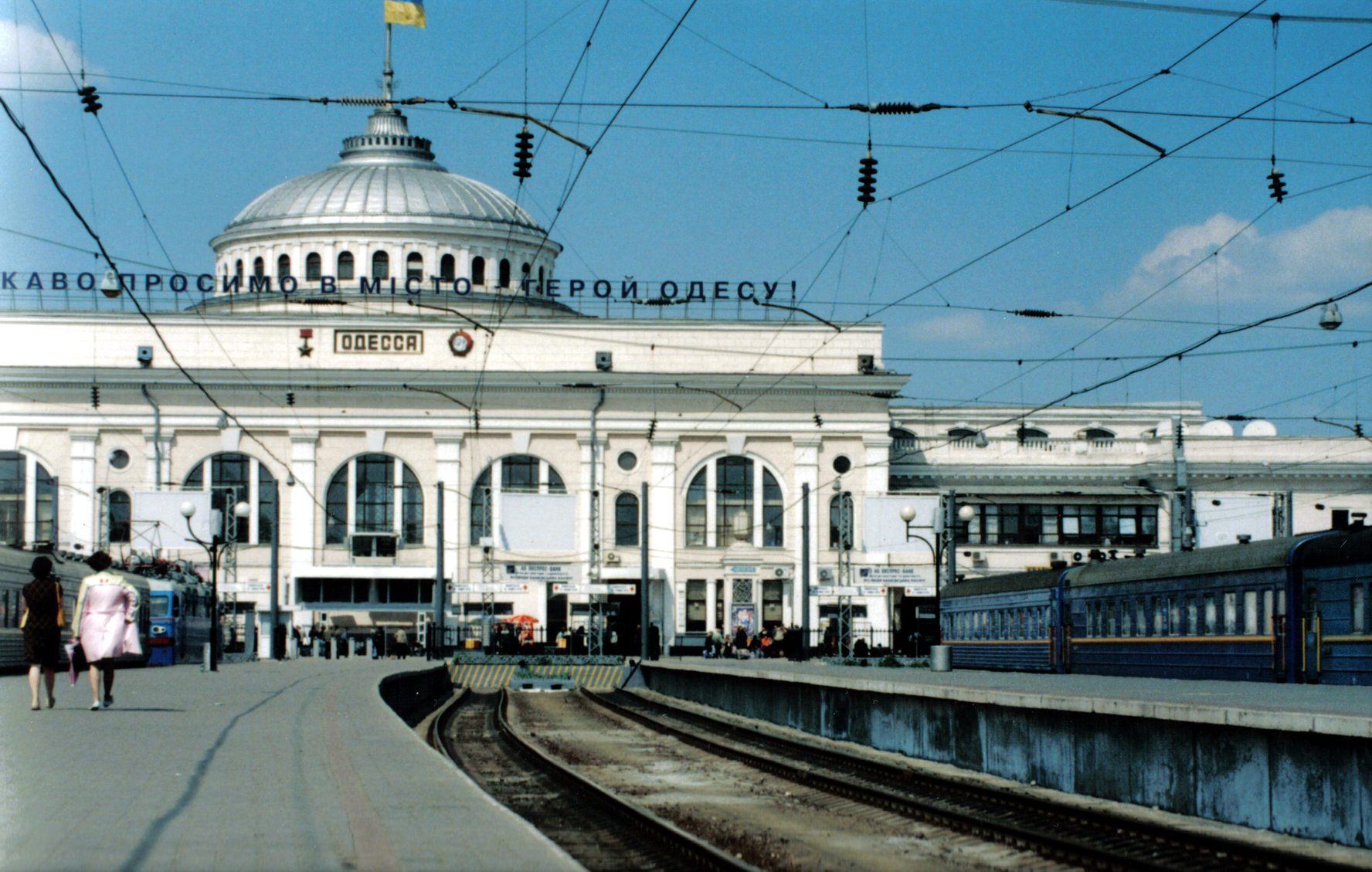
Вокзал станції Одеса-Головна

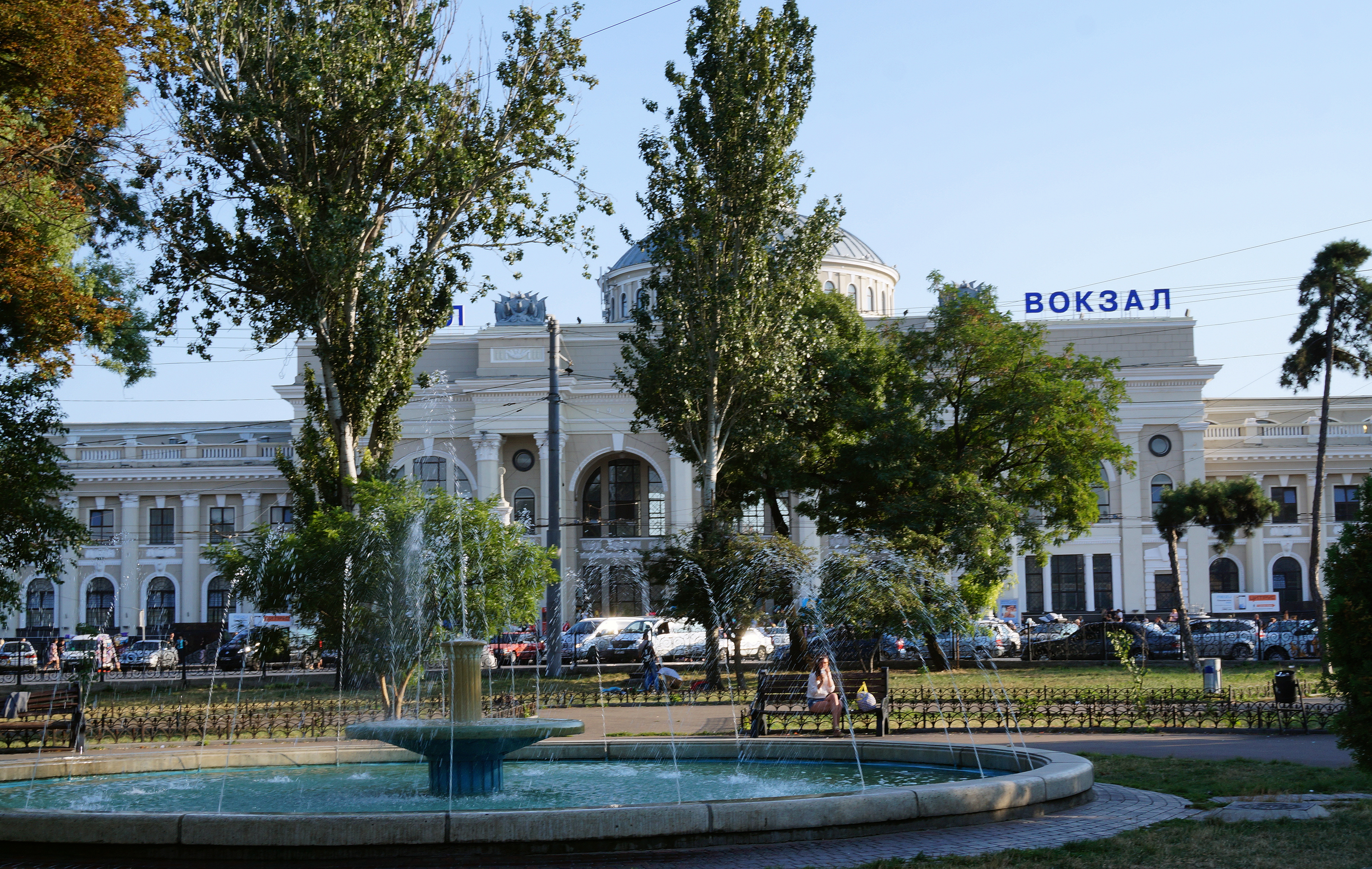
Привокзальна площа

По розташуванню — вокзал тупикового типу та належить до категорії позакласних вокзалів. Вокзал має у своєму складі будівлю вокзального комплексу, комплекс технологічних приміщень багажного відділення, комплекс приміщень господарського призначення, 6 пасажирських платформ, 1 багажну платформу та платформу — накопичувач.
Для обслуговування пасажирів на вокзалі функціонують 33 квиткові каси, у т. ч. 17 змішаних кас (попереднього та добового продажу), 8 кас сервісного центру, 8 кас продажу квитків у приміському сполученні. Квиткові каси забезпечують оформлення проїзних документів у далекому, міжнародному та приміському сполученнях. Для зручності обслуговування населення міста поза межами вокзального комплексу розташовані 2 квиткові каси за адресою: вул. Заболотного, 12.
У 2018 році вокзал станції Одеса-Головна увійшов у топ-10 найбільш завантажених вокзалів України, який обслужив 5,5 млн пасажирів у далекому сполученні (з них посадка — 2,8 млн пас./висадка — 2,7 млн пас.).
У лютому 2019 році начальник залізничного вокзалу Олег Сироту був затриманий за вимагання грошей у підприємців.
9 грудня 2021 року на залізничному вокзалі в Одесі розпочав роботу Туристично-інформаційний центр у рамках спільного проєкту ГС «Visit Ukraine» та Державного агентства розвитку туризму. Відтепер туристи та гості міста легше й оперативніше отримуватимуть довідкову інформацію та консультації щодо перебування в Одесі.
20 червня 2025 року, внаслідок нічної масованої атаки дронів з боки російських окупантів, пошкоджено інфраструктуру залізничного вокзалу Одеси. Пошкоджень зазнали контактна мережа та рейко-шпальна решітка.

## Пасажирське сполучення
Далеке сполучення:
До/від станції Одеса-Головна курсують пасажирські поїзди далекого сполучення:
| Рух поїздів по станції Одеса-Головна |                            | |
| №                                    | Маршрут сполучення         | Періодичність курсування                                                                                            |
| 7/8 «Пальміра»                       | Одеса — Харків             | Через день |
| 11/12 «Західний експрес»             | Одеса — Львів              | Щоденно |
| 25/26 «Біла акація»                  | Одеса — Ясіня              | Курсує у складі двогрупного поїзда № 25/26—135/136                                                                  |
| 35/36                                | Одеса — Перемишль          | Щоденно |
| 37/38 «Хаджибей»                     | Одеса — Мукачево / Ужгород | Щоденно. Призначений з 12.12.2021                                                                                   |
| 51/52                                | Одеса — Запоріжжя          | Через день |
| 53/54 «Скіфія»                       | Одеса — Дніпро             | Через день |
| 59/60 «Чайка»                        | Одеса — Харків             | Через день |
| 77/78 «Голубі озера»                 | Одеса — Ковель             | Через день |
| 91/92                                | Одеса — Краматорськ        | Курсує у складі двогрупного поїзда № 59/60—91/92 Одеса — Харків, Краматорськ                                        |
| 105 «Чорноморець»                    | Одеса — Київ               | Щоденно |
| 135/136 «Біла акація»                | Одеса — Чернівці           | Курсує у складі двогрупного поїзда № 135/136—25/26                                                                  |
| 147/148 «Хаджибей»                   | Одеса — Київ               | Щоденно |
| 167/168                              | Одеса — Львів              | За вказівкою |
| 763/764 «Інтерсіті+»                 | Одеса — Київ               | Курсує за особливим графіком                                                                                        |
| 765/766 «Інтерсіті+»                 | Одеса — Київ               | Сезонного призначення                                                                                               |
| Скасовані поїзди                     |                            | |
| 191/192                              | Одеса — Краматорськ        | Курсував у складі двогрупного поїзда №92/91-192/191 Одеса — Харків, Краматорськ                                     |
| 203/204                              | Одеса — Чернігів           | За вказівкою |
| 213/214                              | Суми — Одеса               | За вказівкою |
| 223/224                              | Одеса — Київ               | За вказівкою |
| 235/236 «Чорномор»                   | Одеса — Чернівці           | Курсував у складі двогрупного поїзда № 26/25—236/235 Одеса — Рахів, Чернівці                                        |
| 237/238                              | Одеса — Чернівці           | За вказівкою |
| 241/242                              | Одеса — Дніпро             | За вказівкою |
| 251/252                              | Одеса — Дніпро / Харків    | За вказівкою |
| 257/258                              | Одеса — Львів              | За вказівкою |
| 271/272                              | Одеса — Харків             | За вказівкою |
| 291/294                              | Одеса — Ковель             | За вказівкою |
| 317/318 «Таврія»                     | Запоріжжя — Одеса          | Скасований з 25.10.2020                                                                                             |
| 641/642                              | Кишинів — Одеса            | Призначався з 28.08.2021, з скасований 24.02.2022                                                                   |
| 802/801 804/803 «Дунайський експрес» | Одеса — Ізмаїл             | Призначався з 20.11.2021, скасований з 26.04.2022 через руйнування підйомного мосту в Затоці російськими окупантами |

З 30 березня 2018 року до Одеси призначений модернізований дизель-поїзд Д1М зі столиці Молдови. Відтепер дістатися з Кишинева до Одеси можна буде у вагонах з місцями для сидіння менш ніж за 4 години.

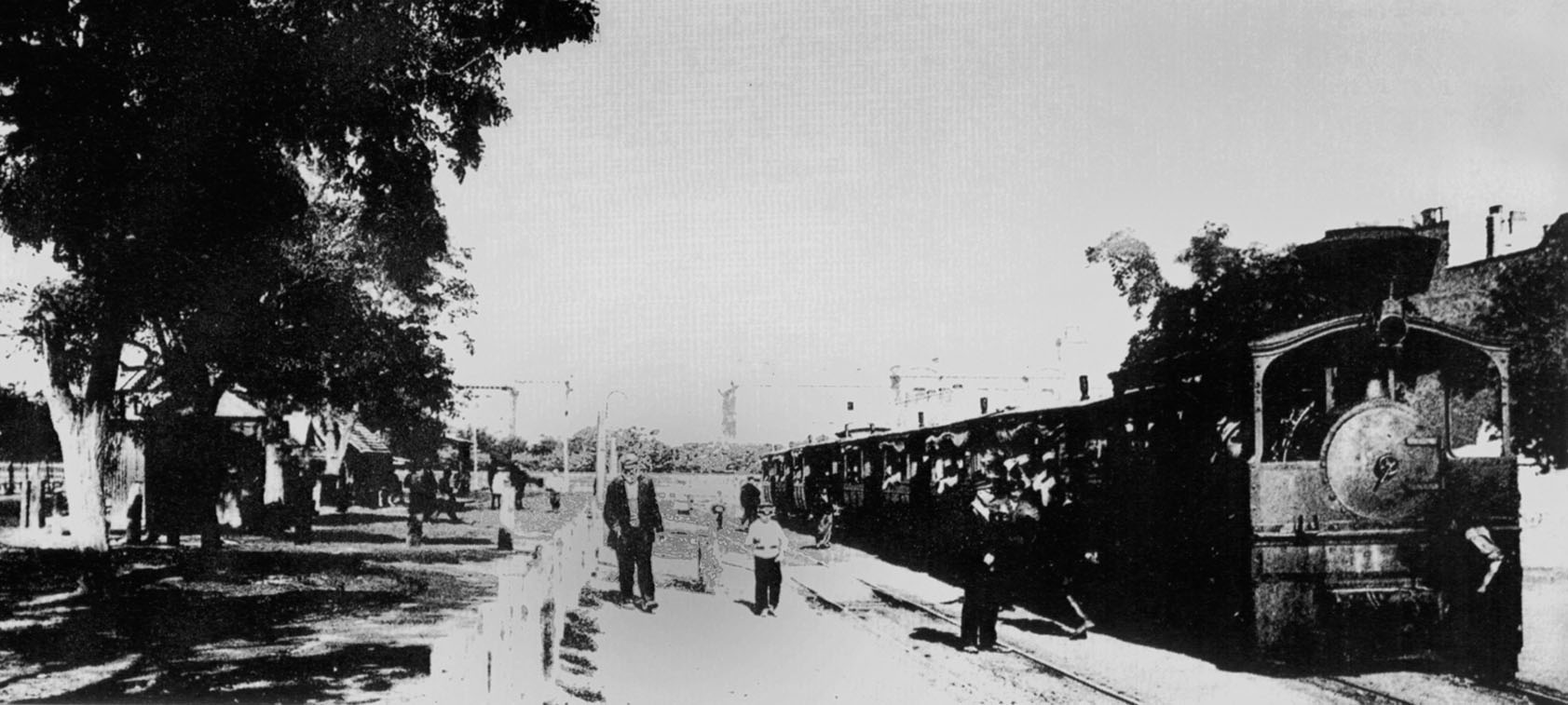
Станція на початку XX століття
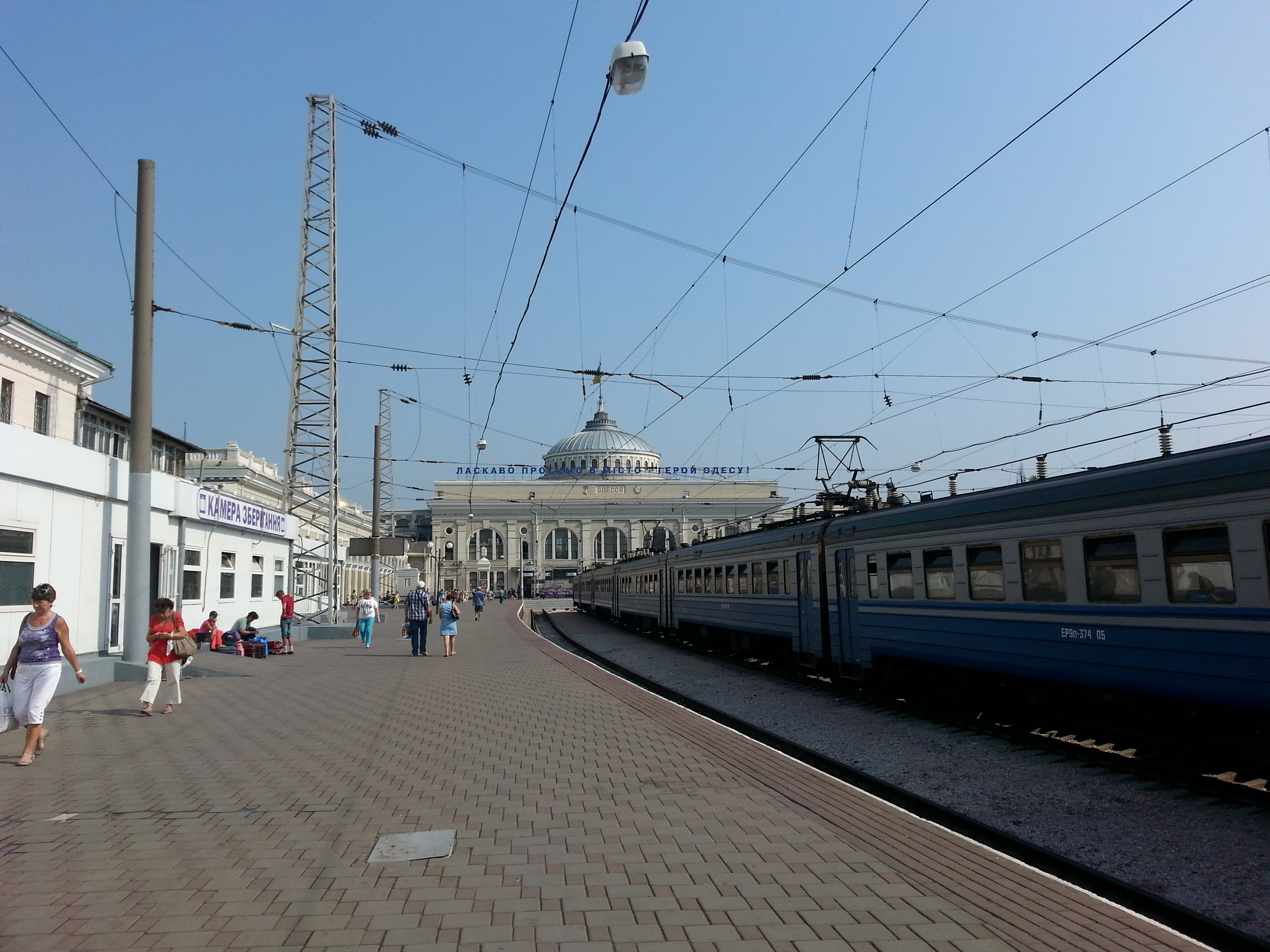
Вигляд з перону
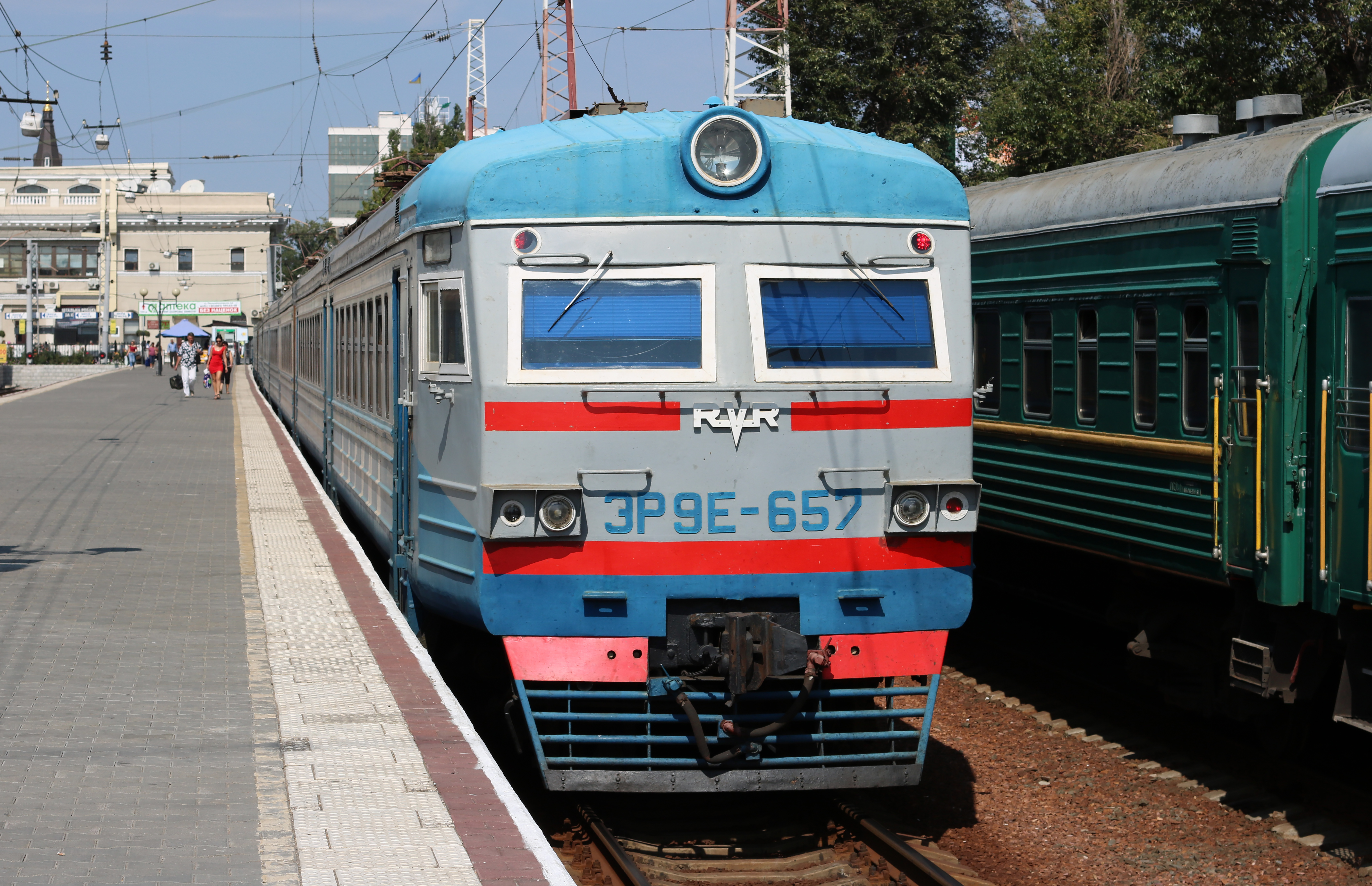
ЕР9Е-657
- ЧС8-006 з пасажирським поїздом
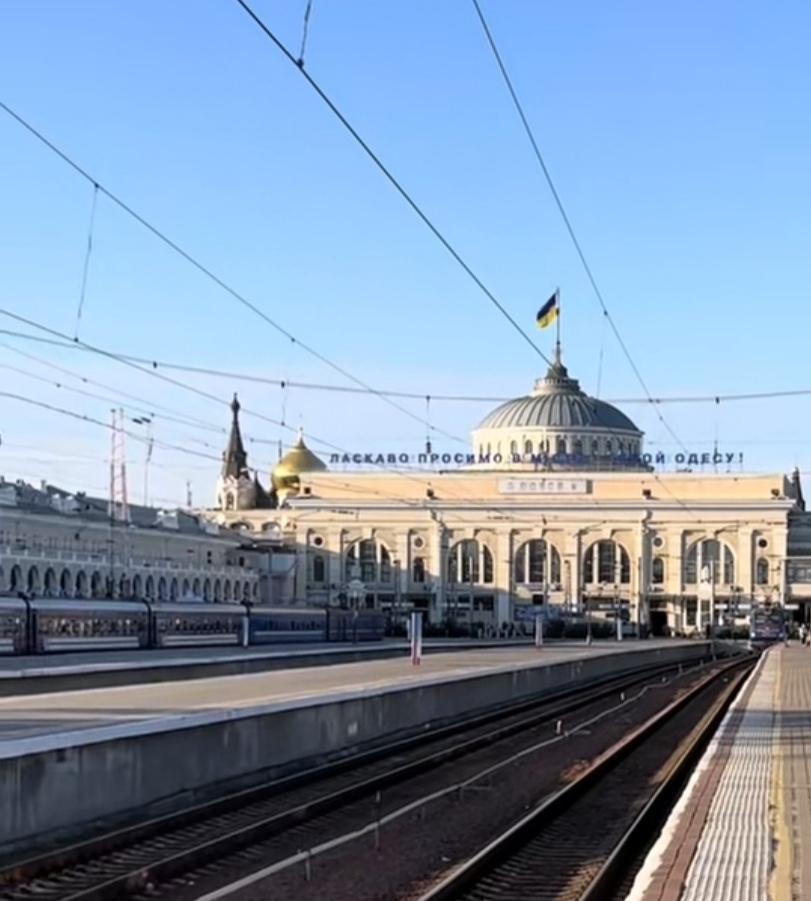
Платформи станції (2024)
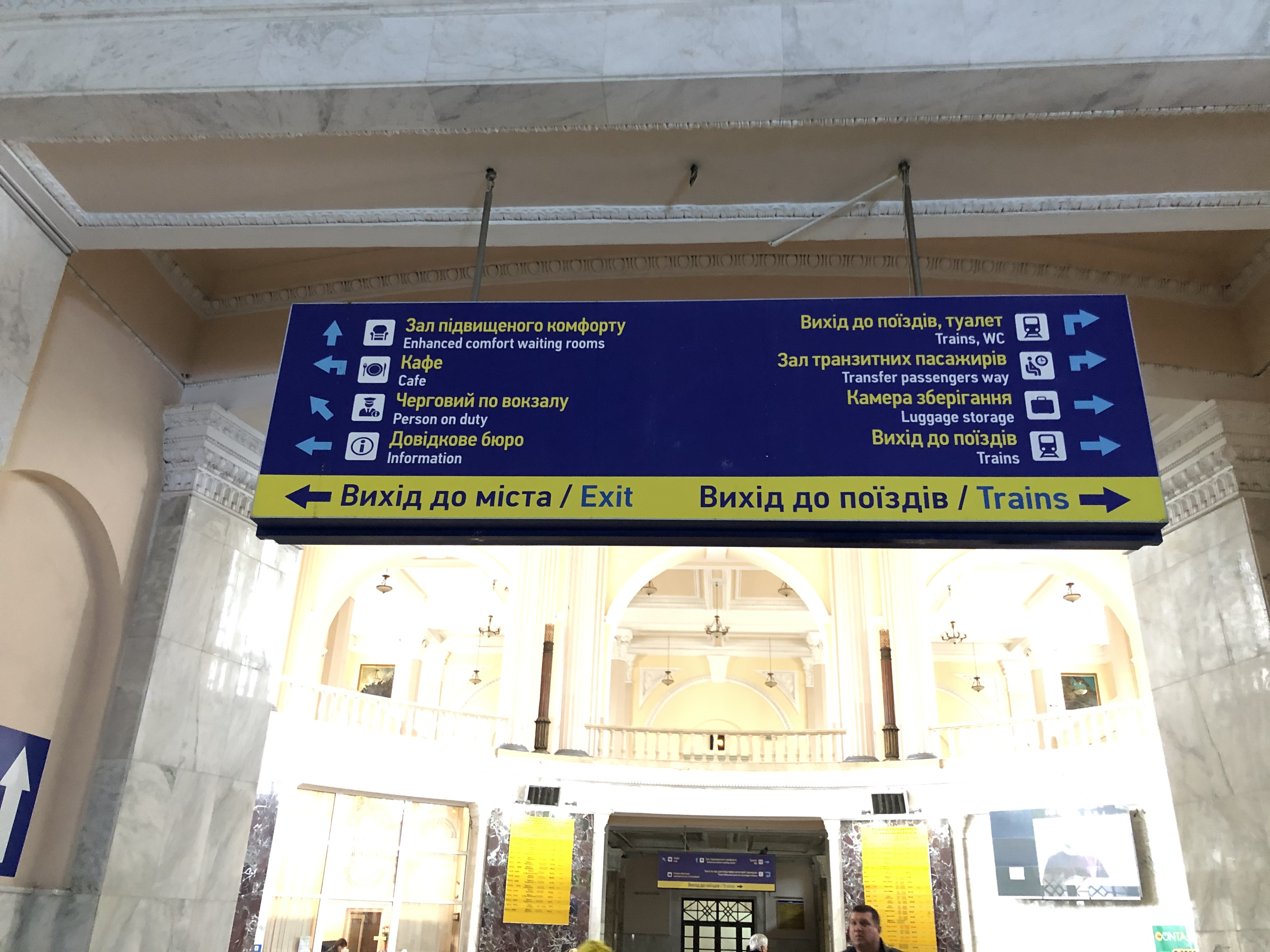
Інформаційний вказівник
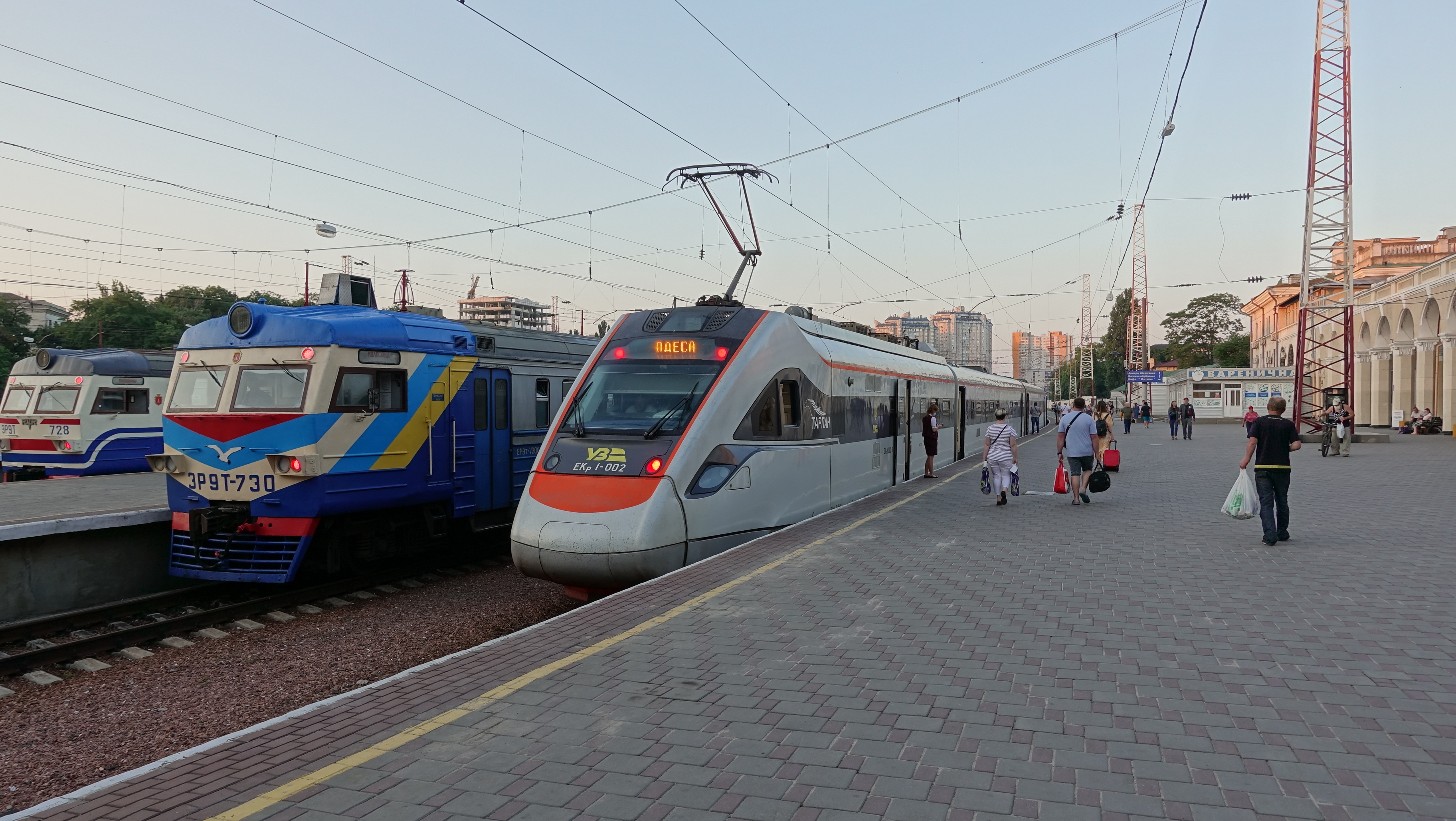
Поїзди на станції Одеса-Головна

28 серпня 2021 року з  Одеси відправився пасажирський поїзд в Кишинів. Це єдиний міжнародний пасажирський поїзд на залізничному вокзалі Одеси. Він не курсував з березня 2020 року, коли його рух було призупинено через коронавірусну хворобу COVID-19. Поїзд повністю сформований з рухомого складу «Укрзалізниці» — це 4 пасажирських вагони локомотивної тяги з сидячими місцями. На електрифікованій ділянці від Одеси до прикордонної станції Кучурган поїзд веде електровоз серії ВЛ40 — це перероблена в самостійний локомотив секція двохсекційного електровоза серії ВЛ80. А від Кучургана до Кишинева по неелектрифікованій ділянці залізниці поїзд веде магістральний пасажирський тепловоз серії ТЕП70. Один такий тепловоз, ТЕП70-0057 спеціально для цього переведений з Південної залізниці на Одеську залізницю. Це перший випадок постійної роботи тепловозів цього типу на території Молдови.
20 листопада 2021 року запущена нова модель приміських перевезень. Завдяки спільним зусиллям Укрзалізниці, Одеської обласної державної адміністрації та обласної ради на маршрут Одеса — Ізмаїл був призначений регіональний поїзд «Дунайський експрес», який став стартом потужного розвитку системи приміських перевезень європейського зразка в Україні. На зазначеному маршруті почав курсувати сучасний дизель-поїзд  виробництва Крюківського вагонобудівного заводу ДПКр-3. Час в дорозі поїзда № 7002/7001 Одеса — Ізмаїл складав близько 4,5 годин. На маршруті руху здійснював зупинки на такиї проміжних станціях, як Білгород-Дністровський, Кулевча, Сарата, Арциз, Главані, Дзинілор та Котлабух. Поїзд сформований з трьох вагонів на 170 місць та має сучасні елементи інтер'єру та екстер'єру й пристосований для перевезення маломобільних верств населення.
Вагони-автомобілевози курсують у складі наступних поїздів:
З 3 грудня 2021 року був змінений розклад руху поїзда «Дунайський експрес», в результаті чого була скасована зупинка на станції Котлабух при прямуванні з Ізмаїла о 06:00 та прибуття до Одеси о 10:12. Відправлення з Одеси — о 18:26 та прибуття до Ізмаїл — о 22:36, час в дорозі скоротився на 30 хвилин і складає — 4 год. 12 хв.
| Маршрути поїздів, що курсують з вагонами-автомобілевозами |                    |
| №                                                         | Маршрут сполучення |
| 7/8 «Пальміра»                                            | Одеса — Харків     |
| 11/12 «Західний експрес»                                  | Одеса — Львів      |
| 53/54 «Скіфія»                                            | Одеса — Дніпро     |

Приміське сполучення
Приміські поїзди з Одеси-Головної прямують до станцій Вапнярка, Балта, Роздільна I, Кароліна-Бугаз, Колосівка, Помічна.
З 27 квітня 2022 року, через руйнування підйомного мосту в Затоці через Дністровський лиман внаслідок ракетного удару російськими окупантами приміським електропоїздам, замість кінцевої станції Білгород-Дністровський, обмежений рух до станції Кароліна-Бугаз. Рух приміських електропоїздів на  дільниці Кароліна-Бугаз — Білгород-Дністровський  тимчасово припинений.
15 травня 2023 року зі щоденною періодичністю курсування був призначений регіональний поїзд сполученням Одеса — Вінниця. Проте, майже через півроку та через зменшення експлуатаційних витрат та зниження пасажиропотоку на маршруті з 2 грудня 2023 року скасований регіональний поїзд № 802 сполученням Одеса — Вінниця, а з 3 грудня 2023 року —  поїзд № 801 сполученням Вінниця —  Одеса. У листопаді 2023 року кількість рейсів поїзда була скорочена до 4-х на тиждень.

## Галерея

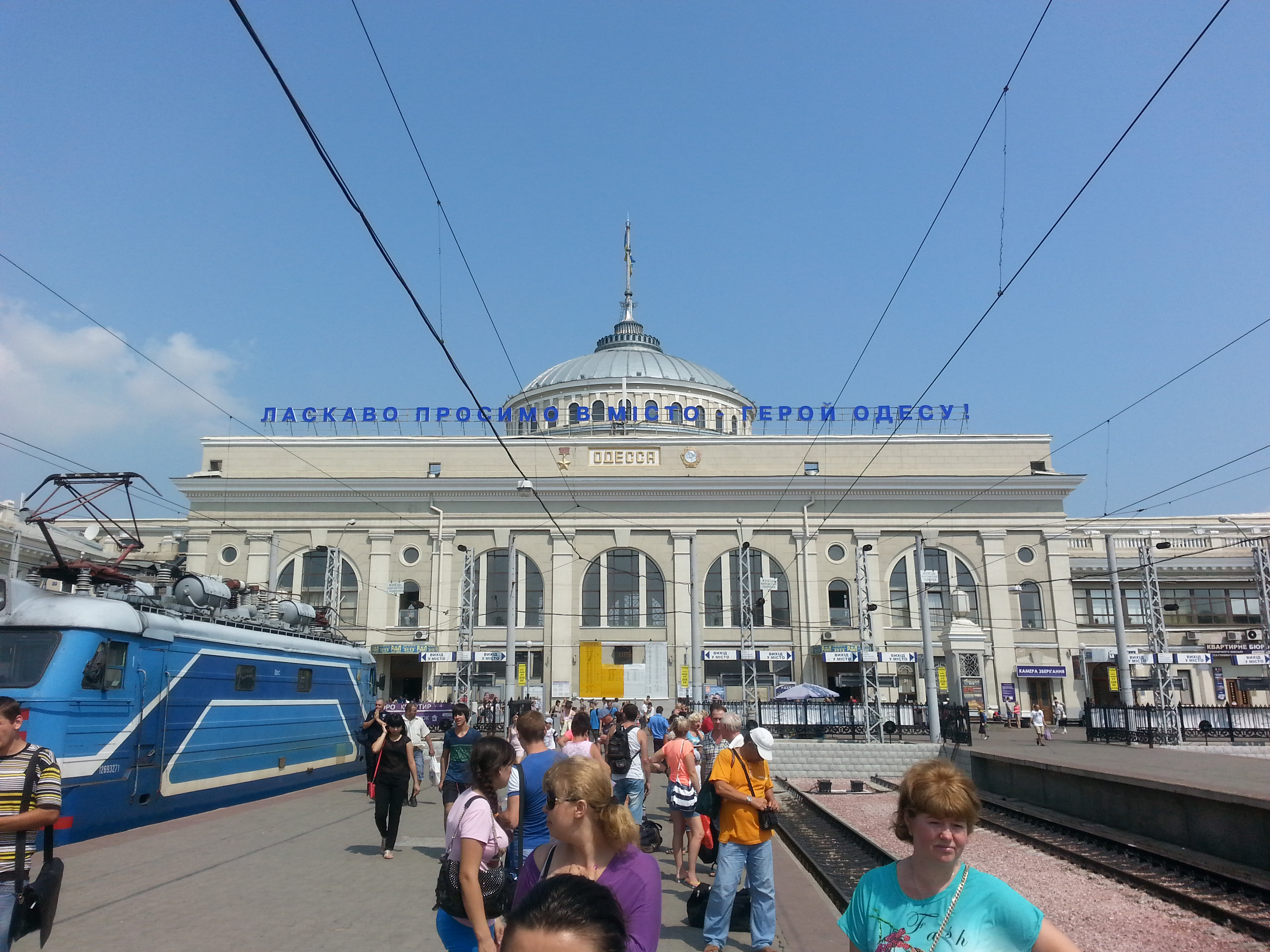
Панорама вокзалу
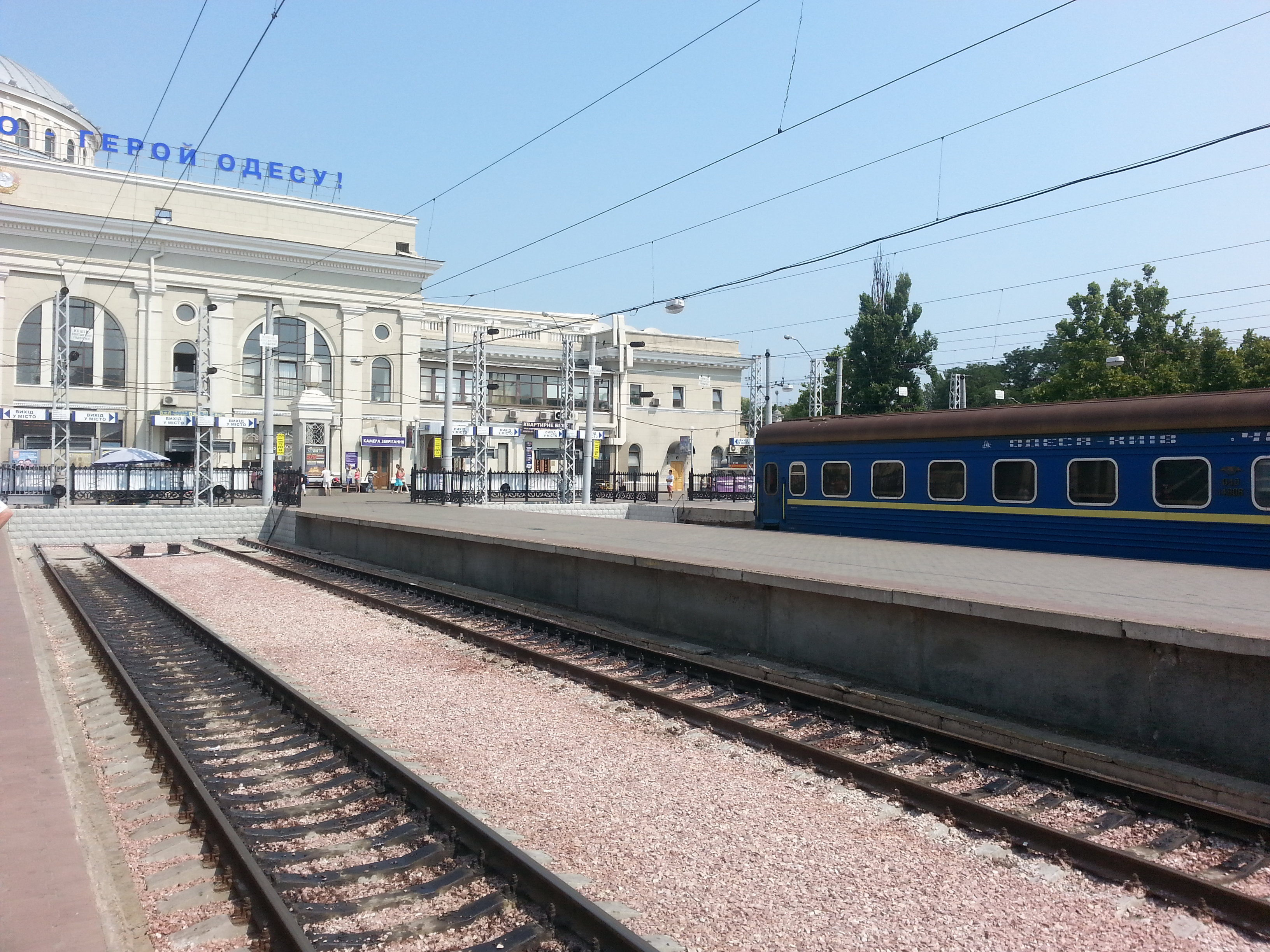
Панорама вокзалу
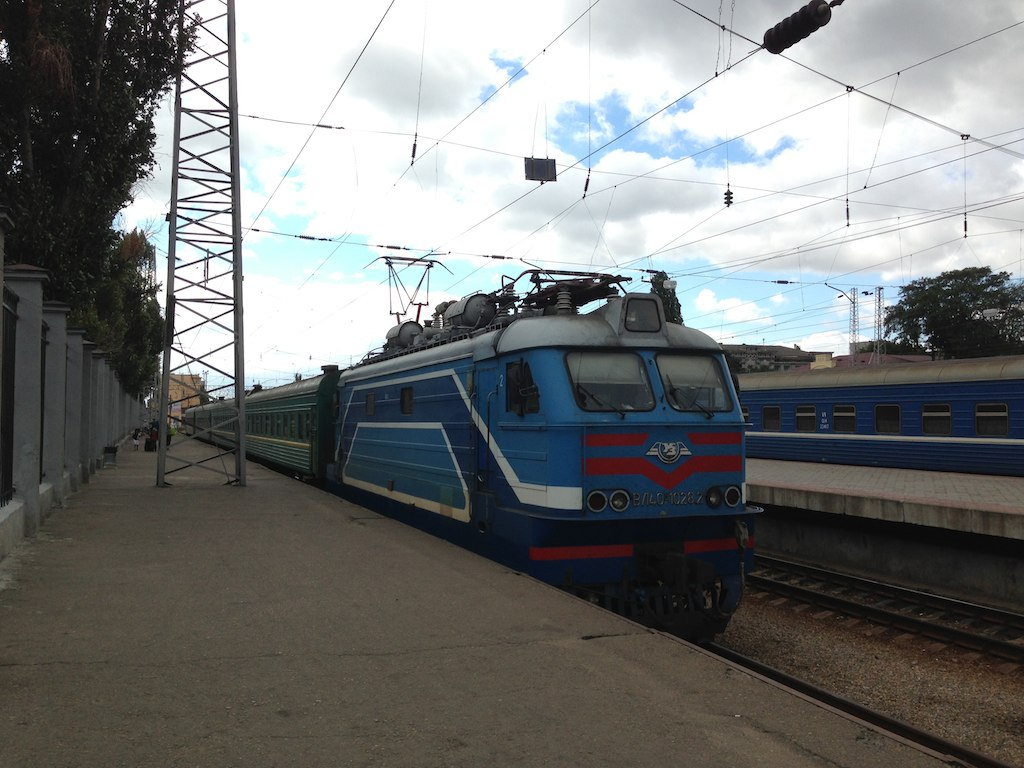
Кишинів — Одеса
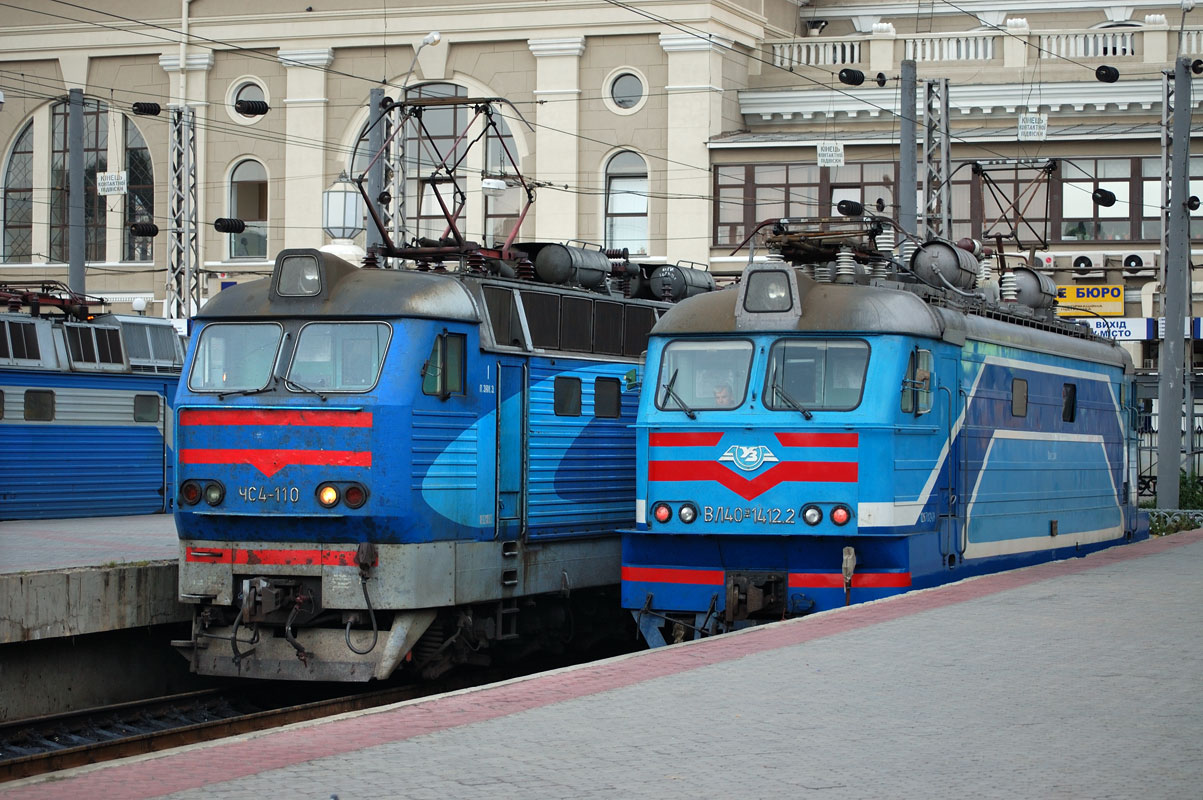
Локомотиви
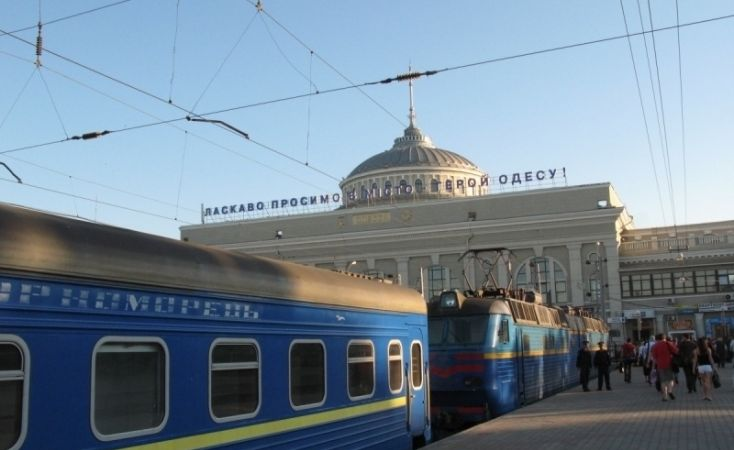
Флагманський поїзд «Чорноморець»
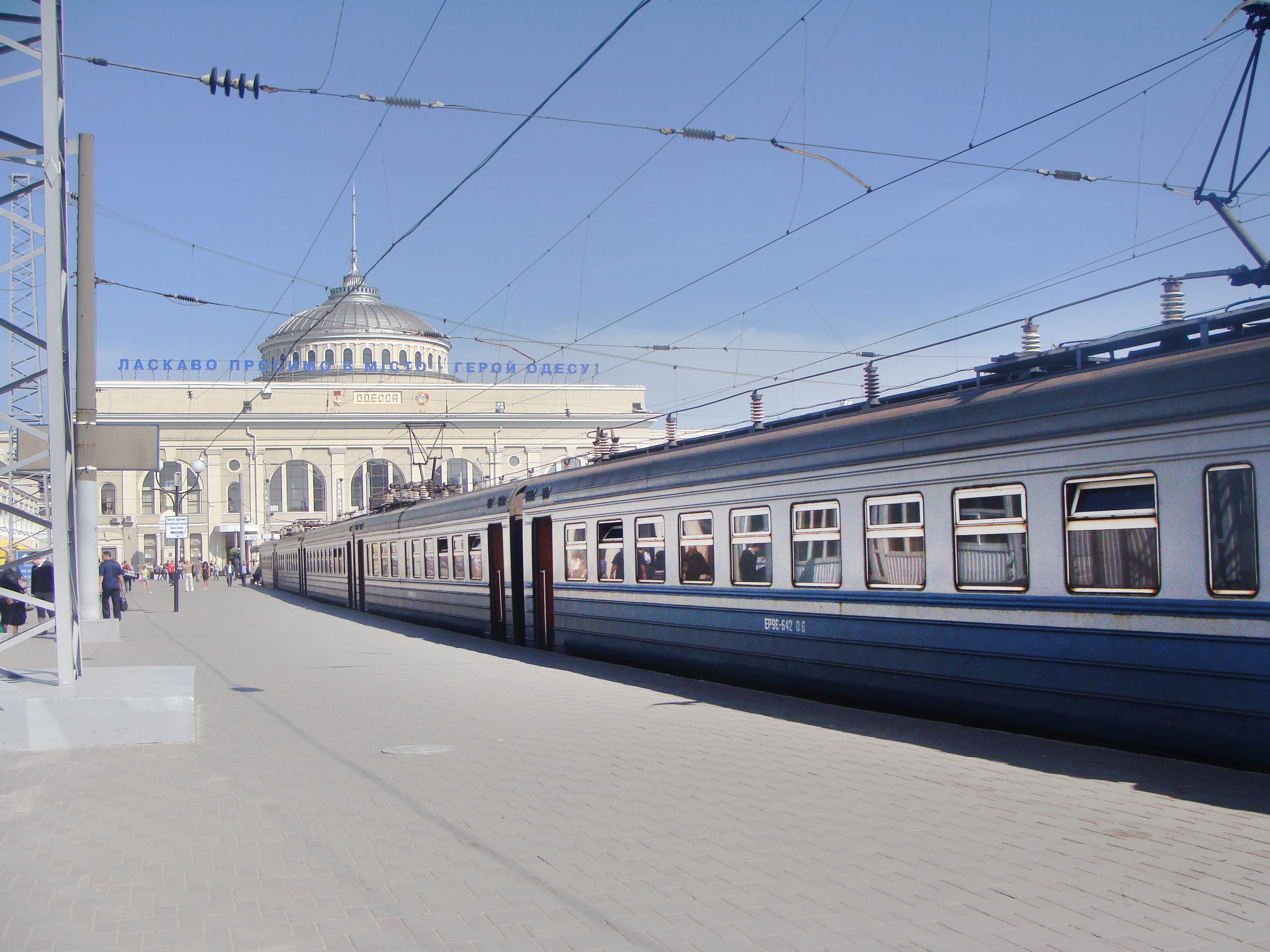
Будівля залізничного вокзалу
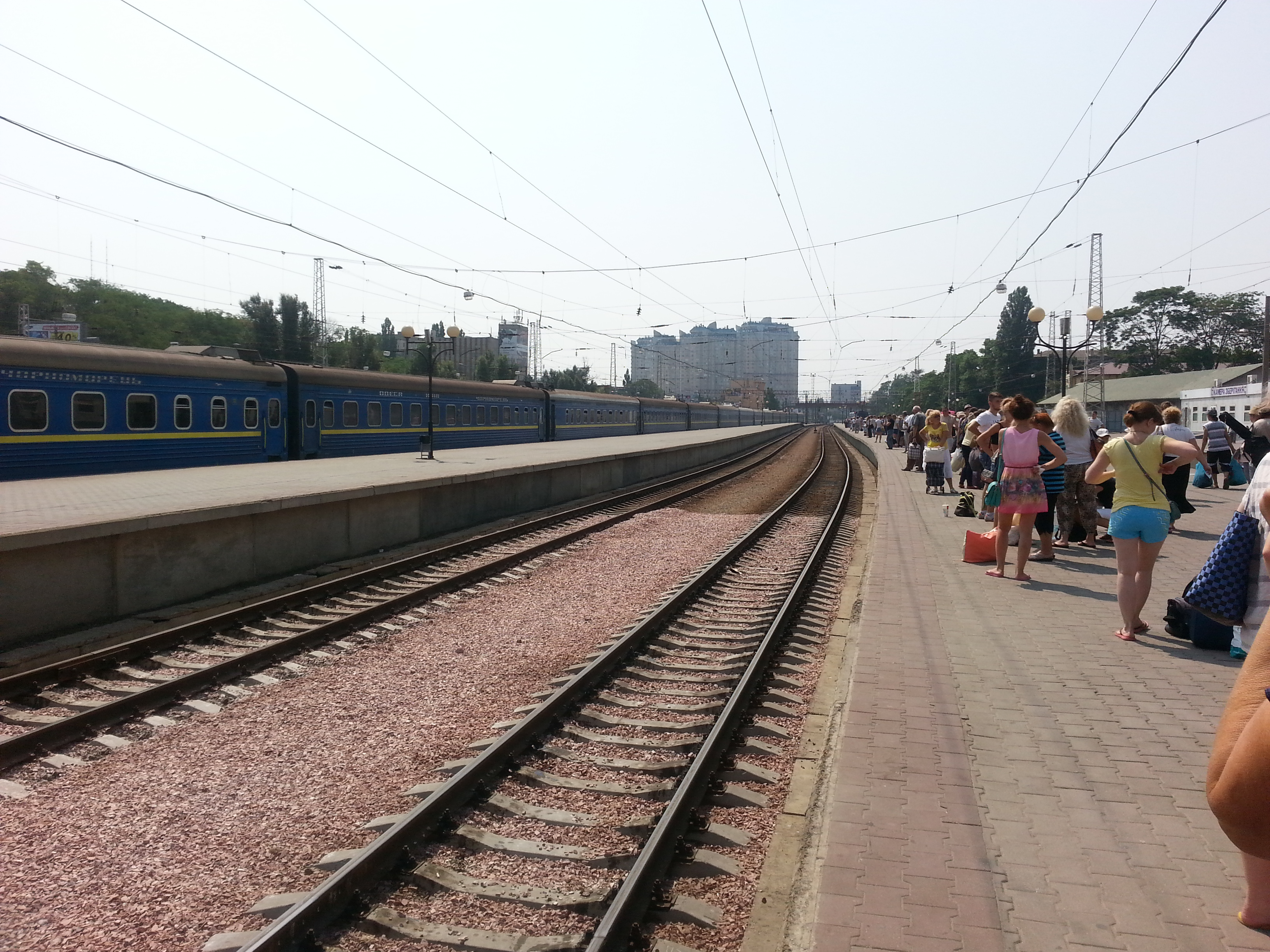
Панорама